# Nezakonita trgovina z drogami v Latinski Ameriki
Nezakonita trgovina z drogami v Latinski Ameriki se nanaša predvsem na proizvodnjo in prodajo kokaina in konoplje, z namenom izvoza teh prepovedanih snovi v ZDA in Evropo. Kokain se proizvaja v glavnem v Andih južne Amerike, najizrazitejša proizvodnja kokaina in gojenje koke se pa odvija predvsem v Kolumbiji, Peruju in Boliviji. V Latinski Ameriki je uživanje drog razmeroma nizka, je pa v zadnjih letih opaziti velik porast uživanja kokaina vzdolž glavnih tihotapskih poti. Od leta 2008 je glavni cilj tihotapcev spraviti drogo skozi Mehiko v ZDA, predvsem v centralno Ameriko. Zaradi vpliva mehiške vlade, ki je s svojimi represivnimi organi močno posegla v kartele in tihotapske poti, so karteli začeli iskati druge poti, predvsem skozi Gvatemalo in Honduras. To je premik, ki se je zgodil od 1980, ko je bila glavna tihotapska pot čez Karibsko otočje v Florido. ZDA ostajajo glavni cilj tihotapcev iz Latinske Amerike, kljub temu pa okoli 25 % do 30 % proizvedenega kokaina pride v Evropo, običajno preko Zahodne Afrike. 
Kolumbijski in Mehiški karteli s proizvodnjo in preprodajo prepovedanih drog letno ustvarijo od 18 do 39 bilijonov ameriških dolarjev prometa. Mehiški karteli ostajajo najhujša kriminalna združba za ZDA. Od leta 2010 sta se izoblikovala dva mehiška kartela, ki imata največjo moč in sicer v prvega so se združili Juárez kartel, Tijuana kartel, Los Zetas in Beltrán-Leyva, v drugega pa Gulf Cartel, Sinaloa Cartel and La Familia Cartel.